# Christian Georg Theodor Ruete
Christian Georg Theodor Ruete, född 2 maj 1810 i Scharmbeck, död 23 juni 1867 i Leipzig, var en tysk oftalmolog.
Ruete blev 1847 ordinarie professor vid Göttingens universitet och kallades 1852 till professor i oftalmologi vid Leipzigs universitet, där han verkade till sin död.